# کاباره (موزیکال)
کاباره (انگلیسی: Cabaret) یک نمایش موزیکال محصول ۱۹۶۶ با موسیقی از جان کندر، شعر فرد اب و کتابی از جو مستراف است. این موزیکال بر پایهٔ من یک دوربین هستم از جان فن دروتن و خداحافظ برلین از کریستوفر ایشروود ساخته شده‌است.